# 金奈快车
《金奈快车》（英語：Chennai Express）是2013年印度浪漫喜剧片，由红辣椒娱乐的葛莉·罕制作，羅希特·謝蒂執導，沙鲁克·汗和荻皮卡·帕都恭出任主演；本片是汗和帕杜科继2007年的《珊蒂别传》的再度合作。电影讲述一名从孟买前往拉梅斯瓦拉姆的男子爱上当地黑手党头目的女儿后，所发生的故事。主体拍摄从2012年9月27日开始，2012年10月正式开机，2013年5月杀青。电影于2013年8月8日在海外市场上映，次日在印度上映，同时8月8日也在印度提供点播。尽管电影获得影评人褒贬不一的评价，但它打破了印度和国外的数个票房纪录，成为最快赚到10亿卢比（1600万美元）净价的电影。
电影超越《三傻大闹宝莱坞》，成为最卖座的宝莱坞电影，直至2013年12月被《幻影车神：魔盗激情》超越。根据Box Office India，电影目前是全球第三卖座、印度第五卖座的宝莱坞电影。